# Stéphane Caristan
Stéphane Caristan (* 31. května 1964 Créteil) je bývalý francouzský atlet, překážkář, mistr Evropy v běhu na 110 metrů překážek z roku 1986.

## Sportovní kariéra
Věnoval se především běhu na 110 metrů překážek, úspěšný byl však také ve víceboji. V roce 1984 startoval na olympiádě v Los Angeles, kde skončil šestý v běhu na 110 metrů překážek. V následující sezóně se stal halovým mistrem světa v běhu na 60 metrů překážek. Největším úspěchem pro něj byl titul mistra Evropy v běhu na 110 metrů překážek z evropského šampionátu v roce 1986. Druhou medaili z běhu na 60 metrů překážek ze světového halového šampionátu, tentokrát stříbrnou, vybojoval v roce 1987.

## Osobní rekordy
- 110 metrů překážek - 13,20 s (1986)
- 400 metrů překážek - 48,86 s (1992)
- 60 metrů překážek (hala) - 7,50 s (1987)